# Lasiocercis nigrofasciata
Lasiocercis nigrofasciata là một loài bọ cánh cứng trong họ Cerambycidae.